# Diopetes pasteon
Diopetes pasteon är en fjärilsart som beskrevs av Druce 1910. Diopetes pasteon ingår i släktet Diopetes och familjen juvelvingar. Inga underarter finns listade i Catalogue of Life.